# Skythisches Lamm

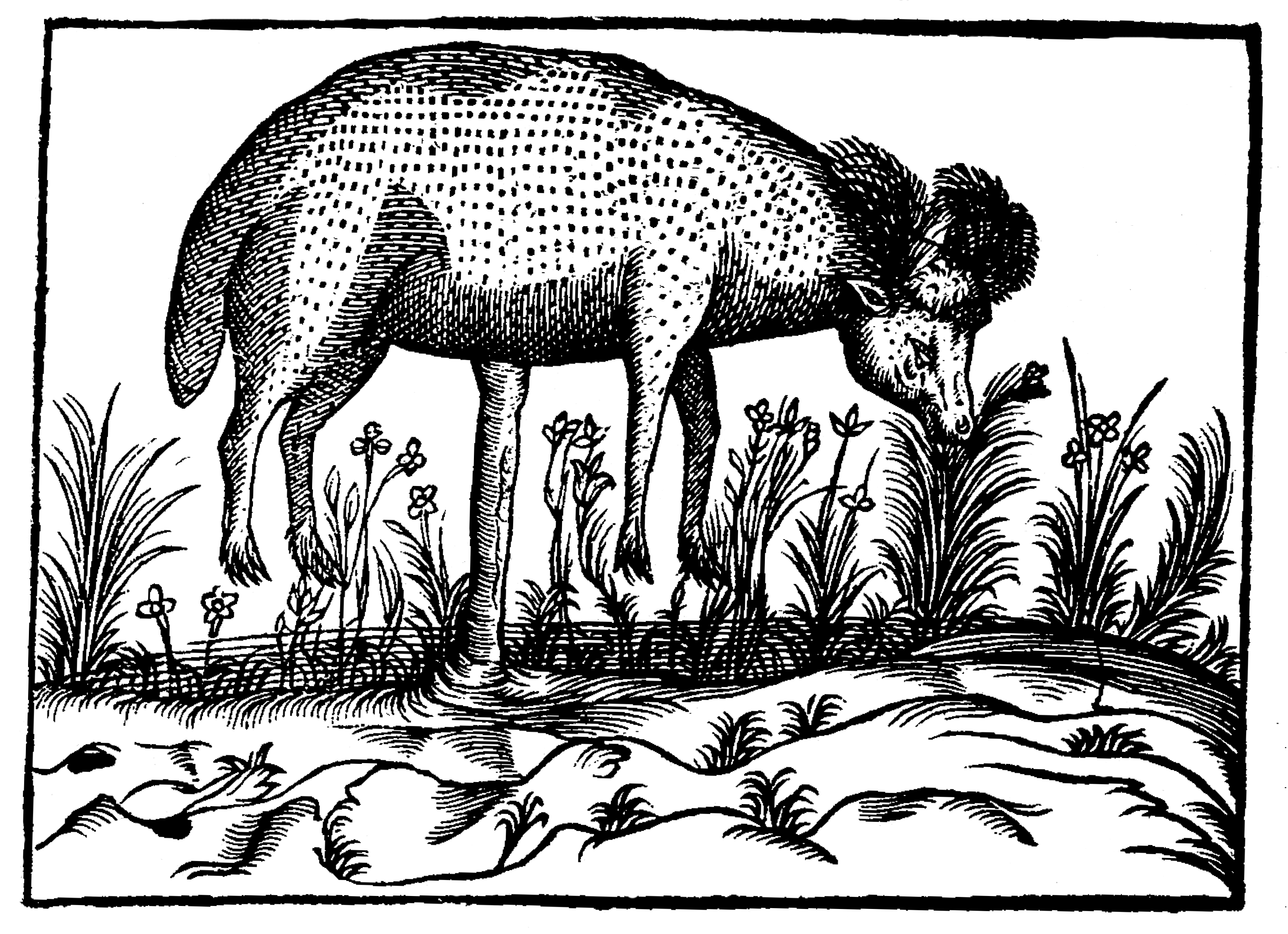
Claude Duret: Histoire admirable des plantes et herbes esmerueillables et miraculeuses en nature, 1605

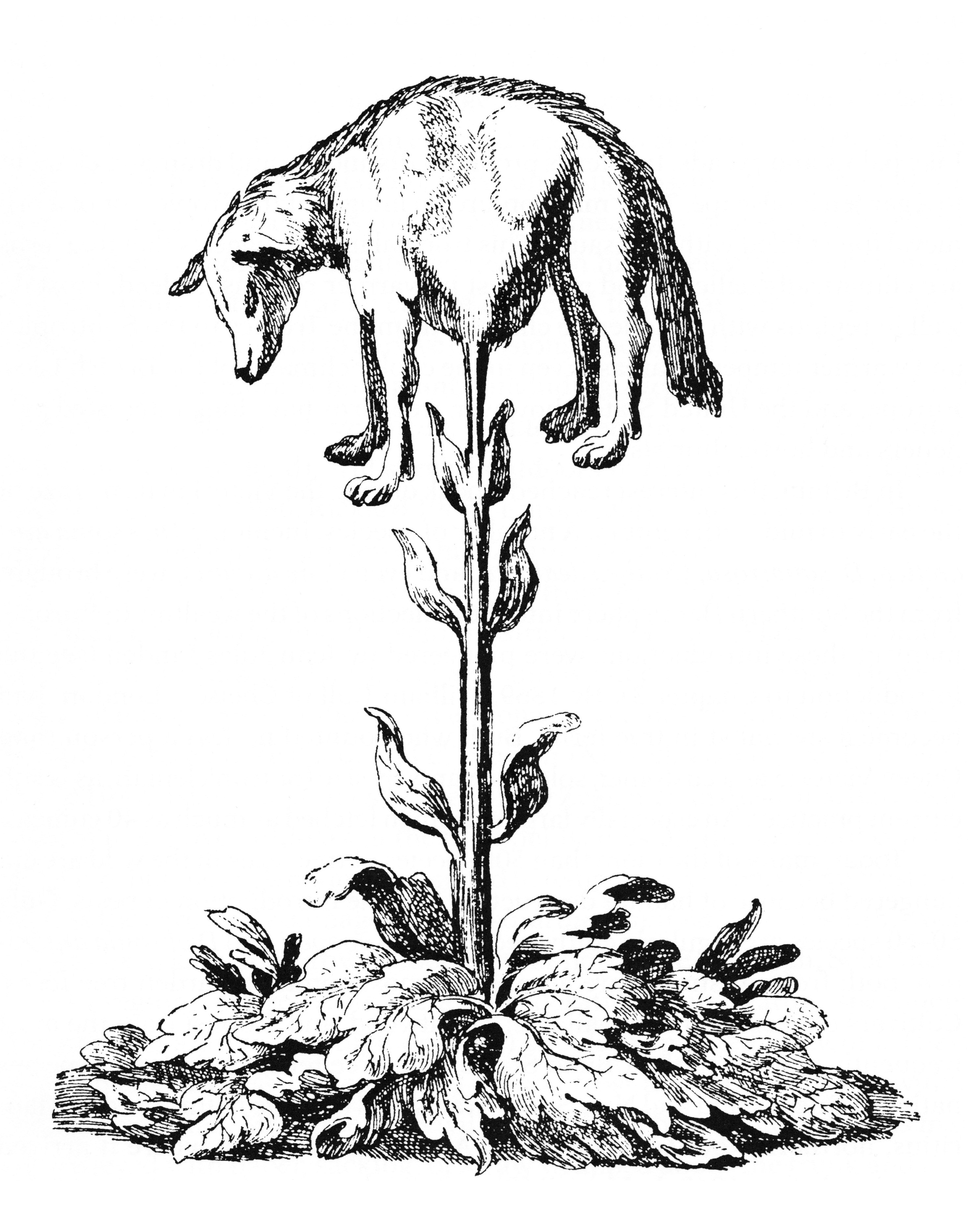
Darstellung aus dem Buch The Vegetable Lamb of Tartary, 1887

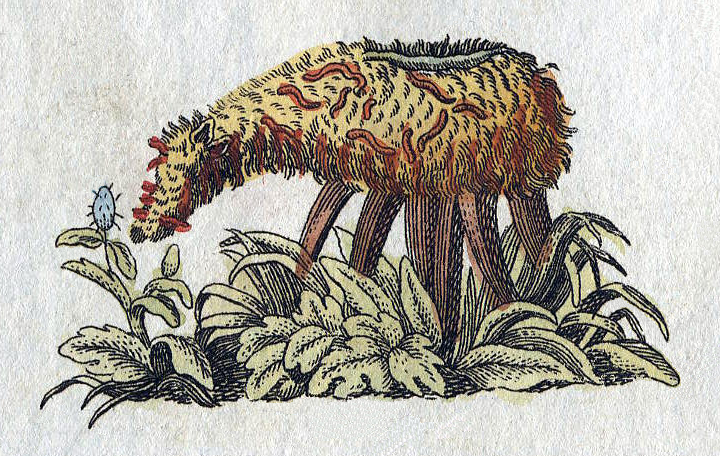
„Das Boramez, oder Scythische Lamm“ im Bilderbuch für Kinder von Friedrich Johann Justin Bertuch

Das Skythische Lamm (Agnus scythicus), Pflanzliche Lamm (Agnus vegetabilis) oder Baumlamm, auch Borametz genannt, ist ein mythologisches Fabelwesen, das sowohl tierische als auch pflanzliche Eigenschaften besitzt. In der Renaissance war das Skythische Lamm das Objekt zahlreicher philosophischer und botanischer Texte, die es als Heuristik nutzen, um die Natur besser zu verstehen.

## Mythologie
Das Skythische Lamm wächst/lebt im Land der Skythen und Tataren.
Der Stamm der Pflanze, die das Lamm am Nabel angewachsen trägt, ist sehr biegsam, damit das Lamm hin und her pendeln kann, um an die umliegenden Gräser zu kommen. Ist die Umgebung kahl gefressen, muss das Pflanzliche Lamm verhungern. Neben dem Hungertod hat das Skythische Lamm wegen seines zarten Fleisches den Wolf zum natürlichen Feind. Auch hat es den Menschen zu fürchten, da dieser sein prachtvolles goldenes Fell sowie sein magisches Blut (Paleae Cibotii) begehrt.

## Botanik
Es gibt eine Pflanze, die an das Baumlamm erinnert: Der Baumfarn Cibotium barometz (Vegetabilisches Lamm) aus der Familie der Cyatheaceen auf den Sundainseln, in Südchina und Indien, besitzt einen niederliegenden Stamm, der mit goldbraunen Haaren dicht besetzt ist. Im Mittelalter wurden über Stammstücke dieses Farns, welche zufällig die Gestalt eines vierbeinigen Tiers hatten und Skythisches Lamm (Agnus scythicus) genannt wurden, allerlei Fabeln erzählt.
Die Haare ähnlicher südasiatischer Cyatheaceen finden als Paku Kidang bisweilen offizielle Verwendung.